# Лавьёвиль, Робер де
Маркиз Робер де Лавьёвиль (фр. Robert de La Vieuville; ум. 1612) — французский придворный и дипломат.

## Биография
Сын Пьера де Лавьёвиля, сеньора де Фарбю, и Катрин де Латаст.
Барон де Рюгль и д'Арзийер, виконт де Фарбю в Артуа, сеньор де Шальне, де Руайокур и де Вильмонтри, капитан и губернатор Мезьера и Леншана, переданных ему отцом.
Генрих III грамотами от 13 и 27 января 1573 подтвердил Лавьёвиля в должностях дворянина своей Палаты и своего генерального наместника в области Ретелуа. Капитан ордонансовой роты из пятидесяти тяжеловооруженных всадников (7.03.1577), член Тайного совета (22.04.1580).
Отличился при осаде Ла-Рошели и был особо упомянут в реляции. В 1575 году был ранен в бою с немцами у Шато-Тьерри, в 1580-м участвовал в осаде Ла-Фера. Был верным сторонником герцога Неверского, но после 1589 года отошел от борьбы, опасаясь потерять свои владения, при том, что протестантизм Генриха IV «был ему отвратителен».
В 1596—1610 годах был  великим сокольничим Франции.
В его пользу земля Си была возведена в ранг маркизата под именем Лавьёвиль (1595). Был направлен послом в Германию для переговоров о религиозных делах. По словам Пуллена де Сен-Фуа имел репутацию умелого переговорщика; не получив назначения на конференцию по окончанию Савойской войны, жаловался королю и Генрих ответил: «Мой дорогой Лавьёвиль, я хотел бы, но не могу, вы и так повсюду; я вас предназначил для миссии, успех которой, как я полагаю, может быть обеспечен благодаря вашему усердию и умению».
2 января 1599 был пожалован в рыцари орденов короля. Умер в 1612 году и был погребен в церкви монастыря Шальне.

## Семья
1-я жена: Гийеметта де Боссю, дочь Клода де Боссю, сеньора де Лонгваля, и Анн де Линанж
Дочь:
- Генриетта. Муж 2): Антуан де Жуайёз, сеньор де Сен-Ламбер; 2): Жак Дама, барон де Шалансе

2-я жена (1582): Катрин д'О, дочь Шарля д'О, сеньора де Вертиньи, рыцаря ордена короля, и Жаклин де Жирар, вдова Мишеля де Пуазьё, сеньора де Павана
Дети:
- Герцог Шарль I (1583—2.01.1653). Жена 7.02.1611): Мари Буйе (7.06.1663), дочь Венсана Буйе, сеньора де Бомарше, и Мари Орман
- Луи
- Пьер
- Бастьен
- Луиза, монахиня в Сен-Пьер-де-Реймс